# Stor är din trofasthet
Stor är din trofasthet, Great Is Thy Faithfulness, är en sång från 1923 med text av Thomas O. Chisholm och musik av William M. Runyan. Sången översattes eller textbearbetades 1954 av Daniel Hallberg.
Chisholms text är upphovsrättsligt skyddad till och med år 2030.

## Publicerad i
- Segertoner 1960 som nr 512.
- Psalmer och Sånger 1987 som nr 636 under rubriken "Att leva av tro - Förtröstan - trygghet".[2]
- Segertoner 1988 som nr 554 under rubriken "Att leva av tro - Förtröstan - trygghet".[1]
- Frälsningsarméns sångbok 1990 som nr 520 under rubriken "Lovsång, tillbedjan och tacksägelse".
- Sångboken 1998 som nr 118.
- Verbums psalmbokstillägg 2003 som nr 713 under rubriken "Gud, vår Skapare och Fader".